# Moll (uva)
Moll, también llamada prensal, pensal blanca o prensal blanca es el nombre de una uva para vino (Vitis vinifera) blanca española. Es originaria de Mallorca. Según la Orden APA/1819/2007, por la que se actualiza el anexo V, clasificación de las variedades de vid, del Real Decreto 1472/2000, de 4 de agosto, por el que se regula el potencial de producción vitícola, moll se considera variedad recomendada para la comunidad autónoma de Islas Baleares. Se cultiva en la DO Binissalem. Con ella se hace vino blanco y vino espumoso.